# علامة استفهام (مسلسل)
علامة استفهام مسلسل تلفزيوني مصري درامي.

## القصة
تدور أحداثه حول «نوح الشواف» الشاب الإسكندراني الثري، الذي يحدث تغير واختلاف كبير في شخصيته خلال الأحداث، فيظهر وجه جديد له بسبب ماضيه الخفي الذي يتضح تدريجيًا مع تطور الأحداث

## طاقم العمل
- محمد رجب
- هيثم أحمد زكي
- ميرهان حسين
- إدوارد
- عبد الرحمن أبو زهرة
- محمود البزاوي
- جيهان خليل
- هالة مرزوق

## وصلات خارجية
- صفحة مسلسل علامة إستفهام على موقع السينما.كوم